# Itaporã do Tocantins
Itaporã do Tocantins este un oraș în Tocantins (TO), Brazilia.